# Flitwick
Flitwick är en stad och civil parish i Central Bedfordshire i Bedfordshire i England. Orten har 12 998 invånare (2011). Byn nämndes i Domedagsboken (Domesday Book) år 1086, och kallades då Flicteuuiche.